# 파우스토 소치니
파우스토 파아오로 소치니(Fausto Paolo Sozzini, Faustus Socinus, {폴란드어}Faust Socyn, 1539년 12월 5 - 1604년 3월 4일) 이탈리아 기독교 신학자이자 소시니안주의로 알려진 기독교 학파의 창설자이며, 폴란드 개혁교회의 중요한 신학자이다.

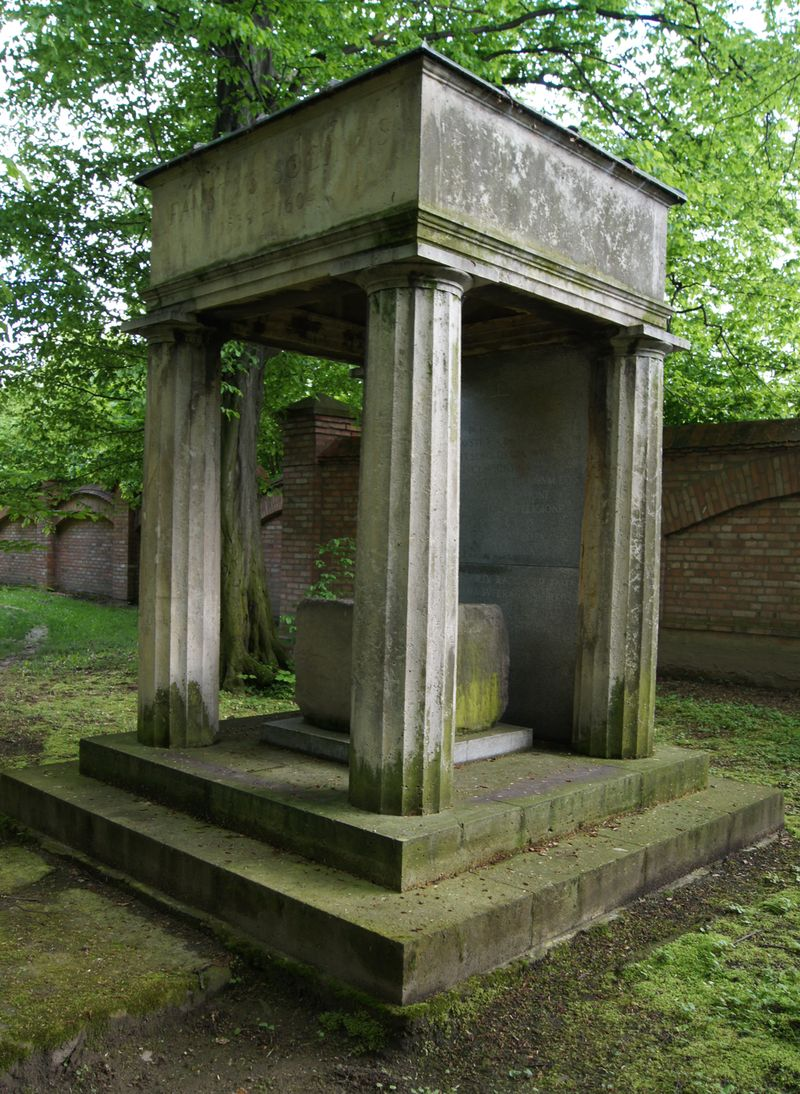
루스라위스에 있는 소치니의 무덤

## 같이 보기
- 소시니안주의